# Reichstagswahlkreis Regierungsbezirk Gumbinnen 7

Die Wahlkreisaufteilung des Deutschen Reichs.

Der Reichstagswahlkreis Provinz Ostpreußen – Regierungsbezirk Gumbinnen 7 (Wahlkreis 17; Wahlkreis Sensburg-Ortelsburg) war ein Wahlkreis für die Reichstagswahlen im Deutschen Reich und im Norddeutschen Bund von 1867 bis 1918.

## Wahlkreiszuschnitt
Der Wahlkreis umfasste den Landkreis Ortelsburg und den Landkreis Sensburg ohne die Landgemeinde Dietrichswalde.
| Jahr | Einwohner |
| ---- | --------- |
| 1890 | 118.924   |
| 1895 | 122.818   |
| 1900 | 116.613   |
| 1905 | 118.507   |
| 1910 | 119.506   |

|      | Landwirtschaft | Industrie und Gewerbe | Handel und Dienstleistungen |
| ---- | -------------- | --------------------- | --------------------------- |
| 1895 | 79,1           | 11,0                  | 10,0                        |
| 1907 | 75,4           | 12,1                  | 12,4                        |

|      | Evangelisch | Katholisch |
| ---- | ----------- | ---------- |
| 1890 | 90,0        | 8,1        |
| 1905 | 88,7        | 8,6        |
| 1910 | 87,9        | 9,9        |

## Abgeordnete
| Wahl                                | Abgeordneter                      | Partei                      | Bild |
| ----------------------------------- | --------------------------------- | --------------------------- | ---- |
| Reichstagswahl Februar 1867         | Gotthard von Tyszka               | Konservative Partei         | 0    |
| Reichstagswahl August 1867 bis 1871 | Gustav von Saltzwedel             | Konservative Partei         |      |
| Reichstagswahl 1871 bis 1875        | Leopold von Hoverbeck             | Fortschrittspartei          |      |
| Ersatzwahl 1875 bis 1877            | Robert Viktor von Puttkamer       | Konservative Partei         | 0    |
| Reichstagswahl 1877 bis 1878        | Eugen Müllner                     | Deutsche Fortschrittspartei | 0    |
| Reichstagswahl 1878 bis 1881        | Julius von Mirbach-Sorquitten     | Deutsche Fortschrittspartei | 0    |
| Reichstagswahl 1881 bis 1884        | Walter Lejeune Dirichlet          | Deutsche Fortschrittspartei | 0    |
| Reichstagswahl 1884 bis 1886        | Max von Redecker                  | Deutschkonservative Partei  | 0    |
| Ersatzwahl 1886 bis 1898            | Julius von Mirbach-Sorquitten     | Deutsche Fortschrittspartei | 0    |
| Reichstagswahl 1898 bis 1903        | Julius von Queis                  | Deutschkonservative Partei  | 0    |
| Reichstagswahl 1903 bis 1918        | Ferdinand Rogalla von Bieberstein | Deutschkonservative Partei  |      |

## Wahlen

### 1867 (Februar)
Es fand nur ein Wahlgang statt.
| Kandidat            | Partei              | Stimmen | in % | Anmerkungen |
| ------------------- | ------------------- | ------- | ---- | ----------- |
| Gotthard von Tyszka | Konservative Partei | 8685    | 0    | 0           |

### 1867 (August)
Es fand nur ein Wahlgang statt.
| Kandidat              | Partei              | Stimmen | in % | Anmerkungen |
| --------------------- | ------------------- | ------- | ---- | ----------- |
| Gustav von Saltzwedel | Konservative Partei | 5459    | 0    | 0           |

### 1871
Es fand nur ein Wahlgang statt.
| Kandidat              | Partei              | Stimmen | in % | Anmerkungen |
| --------------------- | ------------------- | ------- | ---- | ----------- |
|                       | Konservative Partei | 2911    | 0    | 0           |
|                       | Konservative Partei | 398     | 0    | 0           |
|                       | Konservative Partei | 127     | 0    | 0           |
|                       | Konservative Partei | 43      | 0    | 0           |
| Leopold von Hoverbeck | Fortschrittspartei  | 4464    | 0    | 0           |
| Sonstige              | 0                   | 11      | 0    | 0           |

### 1874
Es fand nur ein Wahlgang statt.
| Kandidat              | Partei              | Stimmen | in % | Anmerkungen |
| --------------------- | ------------------- | ------- | ---- | ----------- |
|                       | Konservative Partei | 2778    | 0    | 0           |
| Leopold von Hoverbeck | Fortschrittspartei  | 4961    | 0    | 0           |
| Sonstige              | 0                   | 229     | 0    | 0           |

### Ersatzwahl 1875
Nach dem Tod von Hoverbecks erfolgte am 15. November 1875 eine Ersatzwahl. Es fand nur ein Wahlgang statt.
| Kandidat                    | Partei              | Stimmen | in % | Anmerkungen |
| --------------------------- | ------------------- | ------- | ---- | ----------- |
| Robert Viktor von Puttkamer | Konservative Partei | 4199    | 0    | 0           |
|                             | Fortschrittspartei  | 3754    | 0    | 0           |
| Sonstige                    | 0                   | 3       | 0    | 0           |

### 1877
Es fanden zwei Wahlgänge statt. Im ersten Wahlgang ergab sich folgendes Ergebnis:
| Kandidat      | Partei              | Stimmen | in % | Anmerkungen |
| ------------- | ------------------- | ------- | ---- | ----------- |
|               | Konservative Partei | 4390    | 0    | 0           |
| Eugen Müllner | Fortschrittspartei  | 4482    | 0    | 0           |
|               | Zentrum             | 631     | 0    | 0           |
| Sonstige      | 0                   | 13      | 0    | 0           |

In der Stichwahl ergab sich folgendes Ergebnis:
| Kandidat      | Partei              | Stimmen | in % | Anmerkungen |
| ------------- | ------------------- | ------- | ---- | ----------- |
|               | Konservative Partei | 4678    | 0    | 0           |
| Eugen Müllner | Fortschrittspartei  | 6586    | 0    | 0           |

### 1878
Es fand nur ein Wahlgang statt.
| Kandidat                      | Partei              | Stimmen | in % | Anmerkungen |
| ----------------------------- | ------------------- | ------- | ---- | ----------- |
| Julius von Mirbach-Sorquitten | Konservative Partei | 6220    | 0    | 0           |
|                               | Fortschrittspartei  | 3691    | 0    | 0           |
|                               | Zentrum             | 135     | 0    | 0           |
| Sonstige                      | 0                   | 21      | 0    | 0           |

### 1881
Es fanden zwei Wahlgänge statt. Im ersten Wahlgang ergab sich folgendes Ergebnis:
| Kandidat                 | Partei              | Stimmen | in % | Anmerkungen |
| ------------------------ | ------------------- | ------- | ---- | ----------- |
|                          | Konservative Partei | 4900    | 0    | 0           |
| Walter Lejeune Dirichlet | Fortschrittspartei  | 5000    | 0    | 0           |
|                          | Zentrum             | 565     | 0    | 0           |
| Sonstige                 | 0                   | 3       | 0    | 0           |

In der Stichwahl ergab sich folgendes Ergebnis:
| Kandidat                 | Partei              | Stimmen | in % | Anmerkungen |
| ------------------------ | ------------------- | ------- | ---- | ----------- |
|                          | Konservative Partei | 5200    | 0    | 0           |
| Walter Lejeune Dirichlet | Fortschrittspartei  | 7731    | 0    | 0           |

### 1884
Es fand nur ein Wahlgang statt. Die Zahl der Wahlberechtigten betrug 20.333, die Zahl der abgegebenen Stimmen betrug 11.942, von denen 23 ungültig waren. Die Wahlbeteiligung betrug 58,8 %.
| Kandidat         | Partei                     | Stimmen | in % | Anmerkungen |
| ---------------- | -------------------------- | ------- | ---- | ----------- |
| Max von Redecker | Deutschkonservative Partei | 9384    | 0    | 0           |
|                  | Fortschrittspartei         | 2543    | 0    | 0           |
| Sonstige         | 0                          | 15      | 0    | 0           |

### Ersatzwahl 1886
Nach dem Tod von Redeckers fand am 4. Mai 1886 eine Ersatzwahl statt. Es fand nur ein Wahlgang statt. Die Zahl der abgegebenen Stimmen betrug 6802, von denen 30 ungültig waren. Die Wahlbeteiligung betrug 33,1 %.
| Kandidat                      | Partei                     | Stimmen | in % | Anmerkungen |
| ----------------------------- | -------------------------- | ------- | ---- | ----------- |
| Julius von Mirbach-Sorquitten | Deutschkonservative Partei | 6707    | 0    | 0           |
| Sonstige                      | 0                          | 95      | 0    | 0           |

### 1887
Es fand nur ein Wahlgang statt. Die Zahl der Wahlberechtigten betrug 21.146, die Zahl der abgegebenen Stimmen betrug 10.495, von denen 71 ungültig waren. Die Wahlbeteiligung betrug 50,0 %.
| Kandidat                      | Partei                     | Stimmen | in % | Anmerkungen |
| ----------------------------- | -------------------------- | ------- | ---- | ----------- |
| Kaiser Wilhelm I              |                            | 69      | 0    | 0           |
| Julius von Mirbach-Sorquitten | Deutschkonservative Partei | 10.335  | 0    | 0           |
|                               | Fortschrittspartei         | 31      | 0    | 0           |
| Sonstige                      | 0                          | 61      | 0    | 0           |

### 1890
Die Kartellparteien unterstützen den konservativen Kandidaten. Es fand nur ein Wahlgang statt. Die Zahl der Wahlberechtigten betrug 21.361, die Zahl der abgegebenen Stimmen betrug 11.971, von denen 25 ungültig waren. Die Wahlbeteiligung betrug 56,0 %.
| Kandidat                      | Partei                      | Stimmen | in % | Anmerkungen                |
| ----------------------------- | --------------------------- | ------- | ---- | -------------------------- |
| Julius von Mirbach-Sorquitten | Deutschkonservative Partei  | 8252    | 69,1 | 0                          |
| Gelhaar                       | Deutsche Fortschrittspartei | 3643    | 30,5 | Amtsrichter in Fischhausen |
| Sonstige                      | 0                           | 51      | 0,4  | 0                          |

### 1893
Konservativen und der BdL unterstützen den konservativen Kandidaten. Es fand nur ein Wahlgang statt. Die Zahl der Wahlberechtigten betrug 21.361, die Zahl der abgegebenen Stimmen betrug 12.632, von denen 39 ungültig waren. Die Wahlbeteiligung betrug 59,0 %.
| Kandidat                      | Partei                     | Stimmen | in % | Anmerkungen                |
| ----------------------------- | -------------------------- | ------- | ---- | -------------------------- |
| Julius von Mirbach-Sorquitten | Deutschkonservative Partei | 7916    | 62,9 | 0                          |
| Kaspar Guttfeld               | FVP                        | 4521    | 35,9 | Rechtsanwalt in Ortelsburg |
| Anton von Wolszlegier         | Polen                      | 35      | 0,3  | 0                          |
| Carl Schultze                 | SPD                        | 32      | 0,2  | 0                          |
| Justus Rarkowski              | Zentrum                    | 74      | 0,6  | 0                          |
| Sonstige                      | 0                          | 15      | 0,4  | 0                          |

### 1898
Konservativen und der BdL unterstützen den konservativen Kandidaten. Der polnische Kandidat war gleichzeitig Kandidat der Masurischen Volkspartei. Es fand nur ein Wahlgang statt. Die Zahl der Wahlberechtigten betrug 21.433, die Zahl der abgegebenen Stimmen betrug 13.636, von denen 133 ungültig waren. Die Wahlbeteiligung betrug 63,6 %.
| Kandidat          | Partei                     | Stimmen | in % | Anmerkungen         |
| ----------------- | -------------------------- | ------- | ---- | ------------------- |
| Julius von Queis  | Deutschkonservative Partei | 7289    | 54,0 | 0                   |
| Fritz Skowronnek  | FVP                        | 37      | 0,3  | Redakteur in Berlin |
| Eugen Lewandowski | Polen                      | 5874    | 43,5 | Drogist in Gnesen   |
| Hugo Haase        | SPD                        | 272     | 2,0  | 0                   |
| Sonstige          | 0                          | 31      | 0,2  | 0                   |

### 1903
Konservativen und der BdL unterstützen den Provinzvorsitzenden des BdL. Der polnische Kandidat war gleichzeitig Kandidat der Masurischen Volkspartei. Es fand nur ein Wahlgang statt. Die Zahl der Wahlberechtigten betrug 21.890, die Zahl der abgegebenen Stimmen betrug 17.097, von denen 106 ungültig waren. Die Wahlbeteiligung betrug 78,1 %.
| Kandidat                          | Partei                     | Stimmen | in % | Anmerkungen |
| --------------------------------- | -------------------------- | ------- | ---- | ----------- |
| Ferdinand Rogalla von Bieberstein | Deutschkonservative Partei | 11.679  | 68,8 | 0           |
| Kaspar Guttfeld                   | FVP                        | 1158    | 6,8  | 0           |
| Eugen Lewandowski                 | Polen                      | 3925    | 23,1 | 0           |
| Hugo Haase                        | SPD                        | 227     | 1,3  | 0           |
| Sonstige                          | 0                          | 2       | 0,0  | 0           |

### 1907
Konservativen und der BdL unterstützen den Provinzvorsitzenden des BdL. Der Kandidat der NLP, Gutsbesitzer Schmidt galt als konservativ. Es fand nur ein Wahlgang statt. Die Zahl der Wahlberechtigten betrug 21.812, die Zahl der abgegebenen Stimmen betrug 17.886, von denen 53 ungültig waren. Die Wahlbeteiligung betrug 82,0 %.
| Kandidat                          | Partei                     | Stimmen | in % | Anmerkungen                                                                                 |
| --------------------------------- | -------------------------- | ------- | ---- | ------------------------------------------------------------------------------------------- |
| Ferdinand Rogalla von Bieberstein | Deutschkonservative Partei | 13.027  | 73,1 | 0                                                                                           |
| Gottlieb Labusch (Bogumił Labusz) | MVP                        | 209     | 1,2  | Besitzer in Haasenberg, Vorsitzender der Masurischen Volkspartei, Namensgeber von Labuszewo |
| Schmidt                           | NLP                        | 4226    | 23,7 | Forstkassenrendant a. D. in Bieberthal                                                      |
| Leon von Czarlinski               | Polen                      | 31      | 0,2  | 0                                                                                           |
| Hugo Haase                        | SPD                        | 334     | 1,9  | 0                                                                                           |
| Sonstige                          | 0                          | 6       | 0,0  | 0                                                                                           |

### 1912
Der Kandidat der NLP wurde vom Bauernbund unterstützt. Es fand nur ein Wahlgang statt. Die Zahl der Wahlberechtigten betrug 22.609, die Zahl der abgegebenen Stimmen betrug 19.357, von denen 112 ungültig waren. Die Wahlbeteiligung betrug 85,6 %.
| Kandidat                          | Partei                     | Stimmen | in % | Anmerkungen                 |
| --------------------------------- | -------------------------- | ------- | ---- | --------------------------- |
| Ferdinand Rogalla von Bieberstein | Deutschkonservative Partei | 11.182  | 58,1 | 0                           |
| Ernst Mey                         | NLP                        | 5117    | 26,6 | Bürgermeister in Ortelsburg |
| Eugen Lewandowski                 | Polen                      | 2698    | 14,0 | 0                           |
| Hugo Haase                        | SPD                        | 246     | 1,3  | 0                           |
| Sonstige                          | 0                          | 2       | 0,0  | 0                           |